# Irrlicht und Feuer (Roman)
Irrlicht und Feuer ist ein deutschsprachiger Roman des Schriftstellers Max von der Grün, der im Jahr 1963 erschien. Irrlicht und Feuer wurde breit rezipiert: Es folgte eine Verfilmung des Romans als zweiteiliger Spielfilm; dieser wurde 1966 im DFF und im Jahr 1968 auch in der ARD ausgestrahlt.
Der Roman ist aus der Ich-Perspektive des Bergarbeiters Jürgen Fohrmann geschrieben und erzählt von dessen Leben und Alltag im Kohlebergbau des Ruhrgebiets. Hierbei werden besonders die schlechten und gefährlichen Arbeitsbedingungen unter Tage, die strikten Vorgaben und die dort vorherrschenden strengen Hierarchien fokussiert, von denen die einzelnen Bergarbeiter stark abhängig sind.
Der Roman stellte den ersten großen Erfolg des Autors dar, ausgehend auch von dem Skandal, welcher dieser mit sich brachte. Denn seine stark kritikbehaftete Darstellung der Arbeitswelt der Bergarbeiter, bei welcher wirtschaftliche Erfolge der Sicherheit und Gesundheit des einzelnen Arbeiters vorgezogen werden, entfachte harsche Proteste seitens der Gewerkschaften, die sich davon angegriffen fühlten. Walter Arendt, Vorstandsmitglied der  IG Bergbau und Energie, betitelte den Roman in diesem Zuge auch als ein „antigewerkschaftliches Buch“ sowie als ein „Machwerk“, welches man möglichst vernichten solle.
Von der Grün wurde mit Prozessen überzogen. Ein Prozess ging durch mehrere Instanzen. In dem Roman hatte der Autor über einen unfallträchtigen Kohlenhobel geschrieben, der aus seiner Sicht einen tödlichen Unfall verursachte. Die Firma wurde im Roman nicht genannt, aber der Ausdruck „Panzerförderer“ ließ einen Rückschluss auf ein Gerät der Firma Westfalia Lünen zu. Der Prozess gegen von der Grün und seinen Verleger wurde zu deren Gunsten beendet. Auch sein Arbeitgeber versuchte ihn mit wirtschaftlichen Repressalien von der Schriftstellerei abzubringen. In einem Brief an Fritz Hüser schildert  Max von der Grün die verschiedenen Methoden der Geschäftsleitung. Sie drohten mit persönlichen Nachteilen und versprachen bei Wohlverhalten Aufstiegschancen.